# Rodolfo Alves de Melo
Rodolfo Alves de Melo (Santos, 19 marzo 1991) è un calciatore brasiliano, portiere del Central.

## Carriera
Ha esordito in Série A il 6 dicembre 2015 disputando con l'Athl. Paranaense l'incontro perso 5-1 contro il Santos.